# 瑪利曼中學
瑪利曼中學（英語：Marymount Secondary School）是香港其中一間著名英文女子中學，於1927年創校，屬天主教學校，現由聖依納爵教育機構營辦，大部分科目以英語授課。1952年加入成為香港補助學校議會22所成員學校之一，故被坊間稱為香港教會主辦的22間「傳統名校」之一。校舍位於跑馬地藍塘道123號，直屬小學為瑪利曼小學。瑪利曼中學十分著重全能發展，學生在課外活動的表現十分優異。

## 歷史
瑪利曼中學原名，原由瑪利諾女修會開辦，1948年改名「瑪利諾書院」（英語：Maryknoll School），1957年再改名。
後來學校管理權易手（現為聖依納爵教育機構，名稱源自耶稣会创始人依納爵·羅耀拉），在1980年代，管理學院的修女認為學校已跟瑪利諾女修會沒有關連，繼續稱為「瑪利諾書院」不太適合，因此易名為「瑪利曼中學」。
而香港亦有多間以瑪利諾為命名的學校，例如位於九龍塘，亦由瑪利諾女修會作為創校辦學團體的瑪利諾修院學校（現由瑪利諾修院學校基金作為辦學團體）。而位於大坑東的瑪利諾神父教會學校、位於觀塘的觀塘瑪利諾書院、位於牛頭角的瑪利諾中學都不是由瑪利諾女修會創辦，但與玛利诺外方传教会同宗。

## 辦學宗旨
該校秉承辦學團體「尊重個人尊嚴與價值」之宗旨，為學生提供全面教育。讓學生透過各種學習經驗建立正確之價值觀，成為智慧愛心兼備、關懷別人和富同情心的人。 

## 社制
該校的傳統是擁有四個不同的社，而每名教師和學生都會被編至下列四社其中之一：
- Jupiter (社色為紅色)
- Mercury (社色為黃色)
- Uranus (社色為橙色)
- Venus (社色為藍色)

學生時常會參與該校的社際活動，這亦是表現社與學校團結的精神的方法，同時亦令各種活動如周年陸運會、水運會等生色不少，各社從活動中所獲得的分數會累積起來，分數最高的表示了全年總冠軍誰屬。

## 香港傑出學生選舉
截至2023年（第38屆），瑪利曼中學在香港傑出學生選舉共出產7名香港傑出學生，排名全港第14。

## 校友
更多有關資訊參見維基學院瑪利曼中學校友列表。

## 參看
- 瑪利曼小學
- 香港中學列表

## 外部連結
- 瑪利曼中學 （页面存档备份，存于）
- 瑪利曼小學 （页面存档备份，存于）
- 本港又多一女中學 瑪利諾新校築成，華僑日報，1957年9月4日

22°15′49″N 114°11′25″E / 22.263556°N 114.19031°E